# Palomita blanca (álbum)
Palomita Blanca es un álbum de rock de la banda chilena Los Jaivas, que es la banda sonora de la película del mismo nombre, dirigida por Raúl Ruiz en 1973. Esta película está basada en una novela del escritor chileno Enrique Lafourcade, que lleva el mismo título y fue publicada en 1971. La banda sonora de Los Jaivas, al igual que la película, a pesar de ser grabadas en 1973, no se lanzaron a la luz pública hasta 1992.

## Historia
El director Raúl Ruiz ya había encargado al grupo la creación para una película (¿Qué Hacer?) que jamás se hizo, y cuyo registro está ahora publicado en la colección de 5 CD titulada La Vorágine, específicamente en el CD 5. En esta segunda oportunidad, el proyecto también falla, después de un importante proceso de casting, debido al golpe militar de 1973. La película, que pretendía reflejar a la juventud chilena de los primeros años de la década de los 70, no se estrena sino hasta 1992.
El proyecto de la película llega a la banda a través del productor Sergio Trabucco Ponce y de León Tchimino, dueño de la fábrica de alfombras "Tchimino", quien tenía la idea de unir a artistas importantes en una sola obra. 
Raúl Ruiz, que utilizaba la improvisación como base de las actuaciones, desarrolló ideas argumentales propias tomando como base los personajes y los ambientes del libro. Así, Los Jaivas se instalaron en los estudios de Chilefilms para revisar las escenas recién reveladas y crear la música a expresa petición de Ruiz.
Finalizado el proyecto de Palomita Blanca, Los Jaivas realizaron, el 16 de agosto su primer concierto orquestado en Viña del Mar junto a la Orquesta Filarmónica de Viña y hacían preparativos para el futuro, que contamplaba un segundo recital de iguales características, y una despedida antes de salir de gira a Argentina. El golpe militar de 1973 cambió todos sus planes, debiendo partir al extranjero antes de lo presupuestado.

## Contenido
Los temas fueron surgiendo de manera casi espontánea, a partir de la iniciativa del director de la película, Raúl Ruiz: por ejemplo, ante la necesidad de una canción conformada completamente por refranes y dichos populares, el grupo compone la "Cueca de los Refranes". Ante la sugerencia de un tema compuesta por titulares de prensa y programas de televisión de la época, el teclista Eduardo Parra parte a la Biblioteca Nacional de Chile a recopilar datos y construye la letra del "Tema de los Títulos". Tomando en cuenta la necesidad de ilustrar la inocencia del personaje principal, surge el "Huaynito de la Mañana". La vida casera se ve reflejada en "Dónde Estabas Tú" y la escolar en el "Tema de las Clases", el "Tema del Colegio" y el "Himno del Liceo 'Guillermo Rivera' de Viña del Mar". Incluso la teleserie que se puede ver en la película requiere un bolero como tema central: éste es "Vergüenza Ajena", que aparece en dos versiones (una acústica y una orquestada). Finalmente, se agregan improvisaciones como parte de la música incidental de la película.

## Datos

### Lista de canciones
- Letra, música y arreglos: Los Jaivas, excepto donde se indica

1. "Tema de los Títulos" – 3:54
  - Incluye referencias a programas de televisión y titulares de periódicos de la época, sin una letra muy definida
2. "Huaynito de la Mañana" – 1:33
3. "Dónde Estabas Tú" – 2:43
4. "Vergüenza Ajena" – 3:16
5. "Tema de las Clases" – 2:53
  - Flauta traversa: Freddy Anrique
6. "Tema del Colegio" – 2:33
7. "Himno del Liceo 'Guillermo Rivera' de Viña del Mar" – 0:21
  - Letra y música: Marta Olea; Arreglos: Los Jaivas
8. "Cueca de los Refranes" – 1:57
9. "Verbo Divino" – 0:53
  - Coro: Kena, Chinchilla, Álvaro, Amacay, Carmen y Freddy
  - Colaboran, además, un cantante y una violinista de los que no se tiene registro
10. "Como el Viento" – 0:33
  - Colaboran un cantante y una violinista de los que no se tiene registro
11. "Vergüenza Ajena" (versión orquestada) – 2:46
  - Se ha señalado que en este tema el grupo se aproxima al bolero de una forma similar a la que lo hacían durante su prehistoria, en la época de The High & Bass
12. "Piedra Roja" – 14:00
  - Instrumental
  - Improvisación libre
  - El nombre de la canción hace referencia al Festival de Piedra Roja.
13. "Disuasión" – 4:32
  - Instrumental
  - Improvisación libre
14. "Vete Dolor" – 6:12
  - Improvisación libre

### Músicos
Los Jaivas
- Gato Alquinta: Voz, Guitarra acústica, Guitarra eléctrica, Flauta dulce, Gaita, Maracas, Coros
- Mario Mutis: Bajo, Guitarra acústica, Ocarina, Pandereta, Voz en "Tema de los Títulos", Coros
- Gabriel Parra: Batería, Bombo legüero, Tambor nortino, Tumbadoras, Pandereta, Trutruca, Voz en "Tema de los Títulos", Coros
- Claudio Parra: Piano, Chinchecordio, Xilófono, Órgano, Rasca de metal, Maracas, Coros
- Eduardo Parra: Chinchecordio, Bongó, Tumbadoras, Pandereta, Maracas, Voz en cacho en "Dónde Estabas Tú", Voz en "Tema de los Títulos", Coros

### Personal
- Ingeniero de grabación: Hernán Didragol
- Asistente de grabación: Carlos "Rosko" Melo
- Diseño de carátula: Afiche de la película de Raúl Ruiz
- Producción ejecutiva: Sergio Trabucco

## Ediciones
La primera edición del álbum viene en CD y casete en 1992 bajo el sello Columbia, de Chile. Esto propicia la promoción a través de la grabación y difusión de un vídeo para el tema "Dónde Estabas Tú", grabado en París por la formación del grupo en ese tiempo (Gato, Eduardo, Claudio, Juanita Parra y Fernando Flores), y dirigido por Mario Mutis.

## Compilaciones
El compilatorio Obras Cumbres de 2002 recoge el "Tema de los Títulos" y "Dónde Estabas Tú". Las canciones "Vergüenza Ajena" y "Huaynito de la Mañana" aparecen también en Canción de amor de 2005, mientras que el recopilatorio de cuecas En el Bar-Restaurant 'Lo Que Nunca Se Supo' de 2000, aparece la "Cueca de los Refranes".